# عبادیه، مصر
عبادیه، مصر (انگلیسی: Abadiyeh, Egypt) مکانی در مصر در ۱۲ کیلومتری دندرچ که یک قبرستان معابد مصری در آنجا توسط کاوشگری به نام فلندرز پتری کشف شده‌است.